# Liivo Leetma
Liivo Leetma (født 20. januar 1977 i Kose, Sovjetunionen) er en estisk tidligere fodboldspiller (midtbane). Han spillede 36 kampe for det estiske landshold i perioden 1998-2006.
På klubplan tilbragte Leetma størstedelen af sin karriere i hjemlandet. Her var han blandt andet tilknyttet Flora Tallinn, Tulevik og Nõmme Kalju.